# Pozos de Matanza
Pozos de Matanza är en ort i Mexiko.   Den ligger i kommunen Moctezuma och delstaten San Luis Potosí, i den centrala delen av landet, 400 km nordväst om huvudstaden Mexico City. Pozos de Matanza ligger 1 640 meter över havet och antalet invånare är 138.
Terrängen runt Pozos de Matanza är en högslätt, och sluttar österut. Runt Pozos de Matanza är det glesbefolkat, med 16 invånare per kvadratkilometer. Närmaste större samhälle är El Rebalín, 8,6 km söder om Pozos de Matanza. Omgivningarna runt Pozos de Matanza är i huvudsak ett öppet busklandskap.